# NGC 2209
NGC 2209 est un amas ouvert, situé dans la constellation de la Table. Il a été découvert par l'astronome britannique John Herschel en 1836.
On ne s'entend pas sur la nature de NGC 2209. Le site du professeur Seligman et celui de Wolfgang Steinicke désigne cet objet comme un amas ouvert. Le site de la NASA/IPAC le désigne comme une galaxie, sans doute une erreur, car plus bas on écrit que NGC 2209 est dans le Grand Nuage de Magellan. Enfin, une troisième version, le site de Simbad lui confère la nature d'un amas globulaire.